# Filmographie de Vittorio De Sica

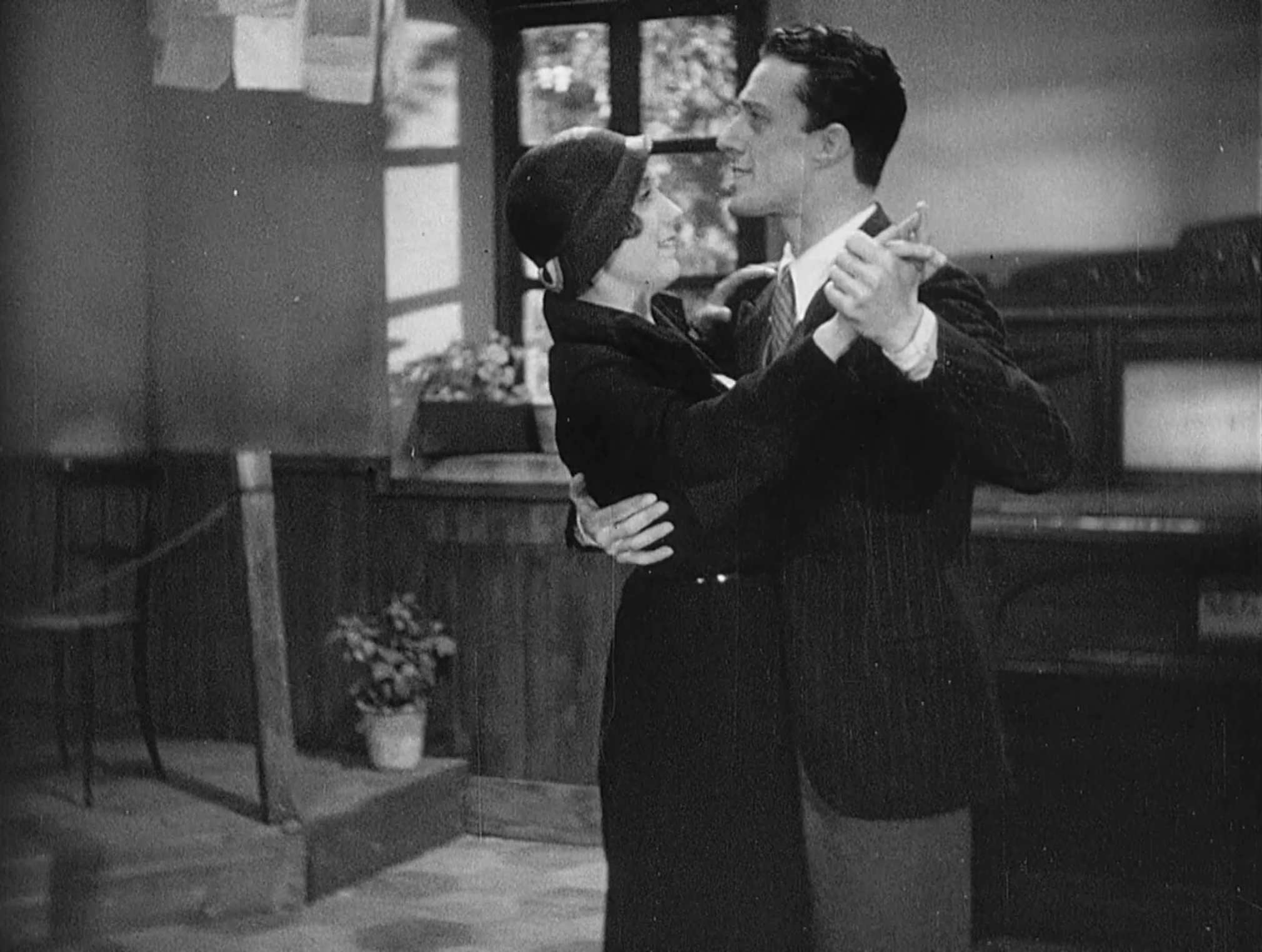
et De Sica dans Les Hommes, quels mufles ! (1932).

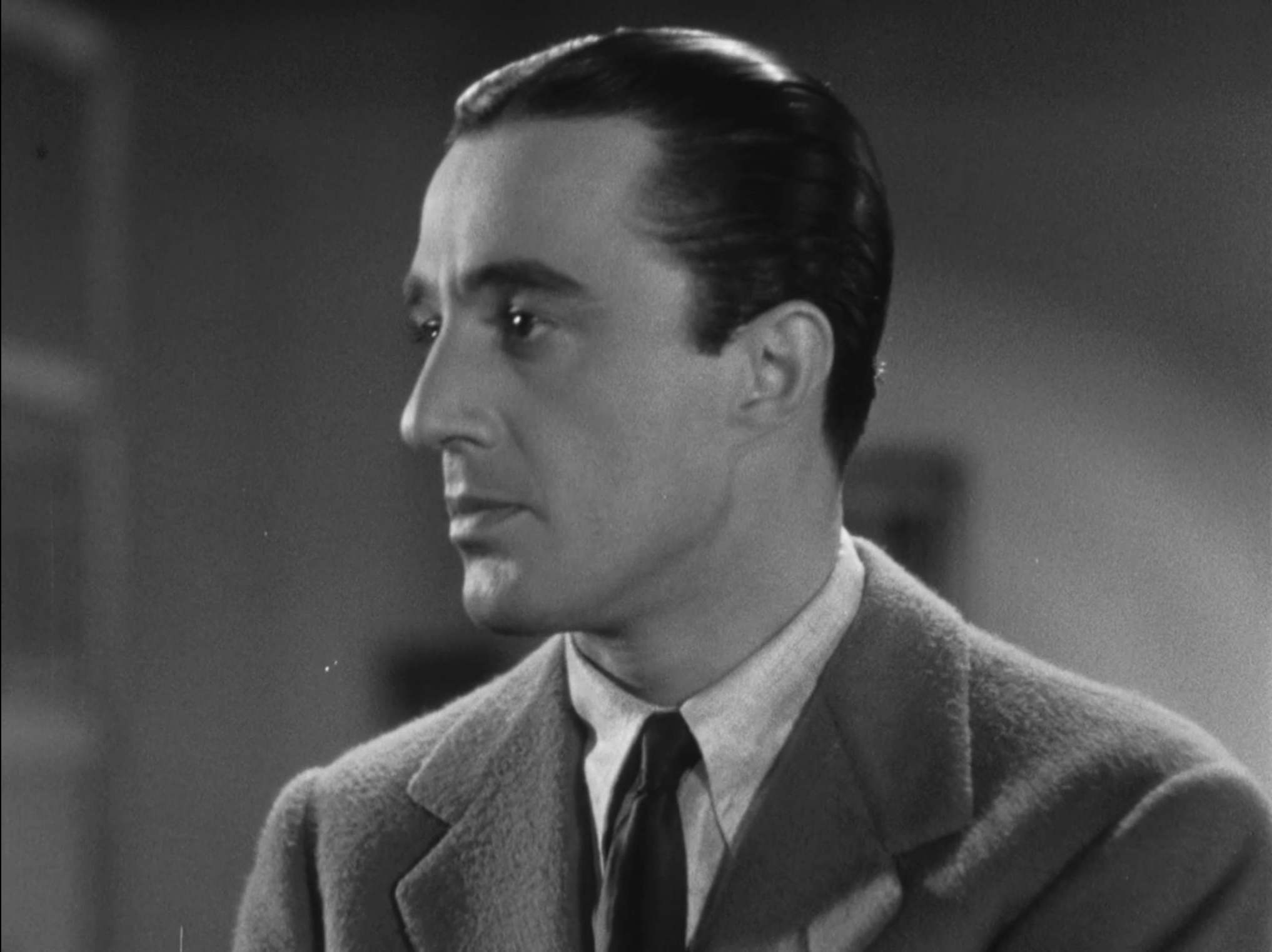
Dans Temps maximum (1934).

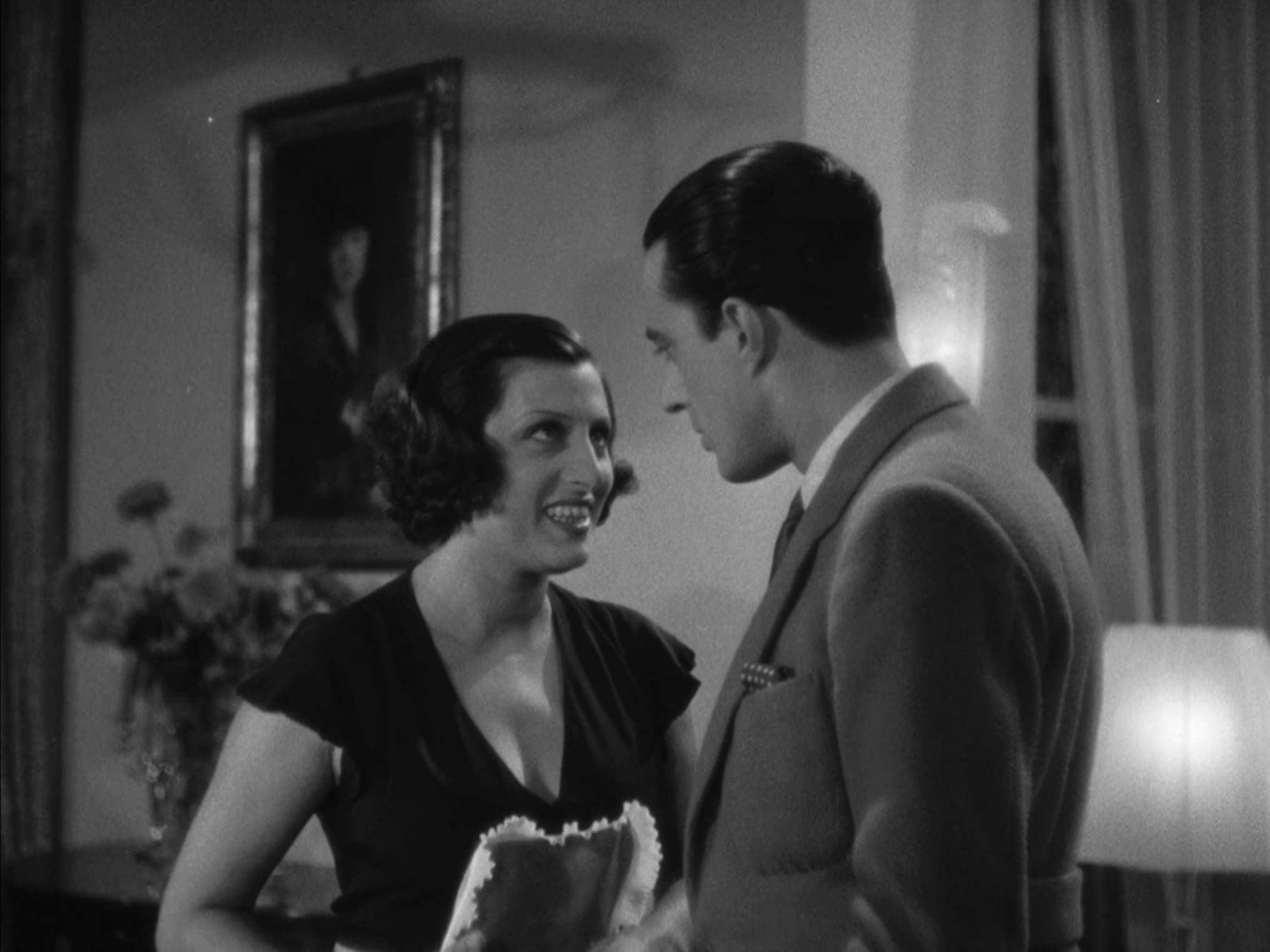
Anna Magnani et De Sica dans Temps maximum (1934).

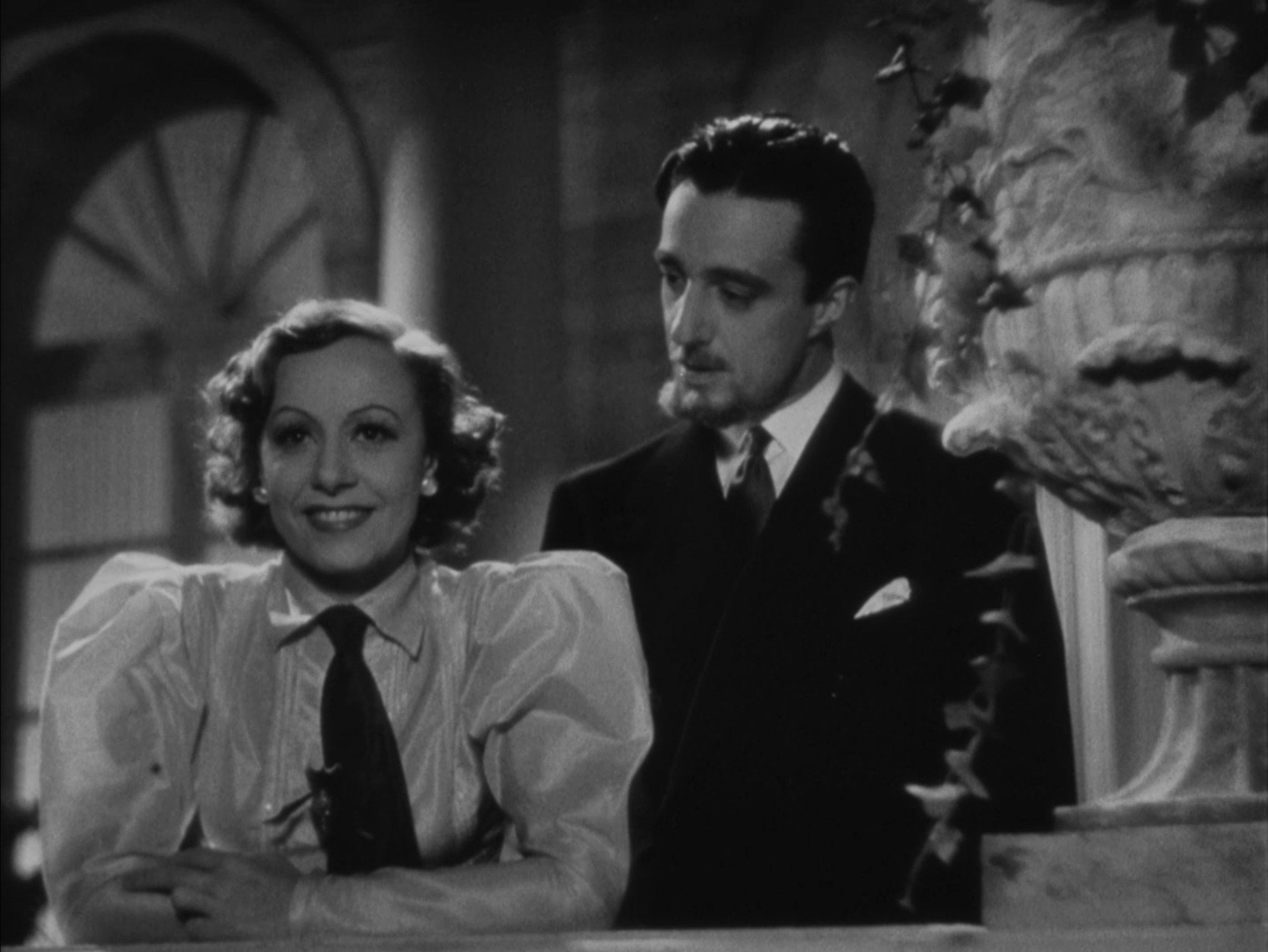
Milly et De Sica dans Temps maximum (1934).

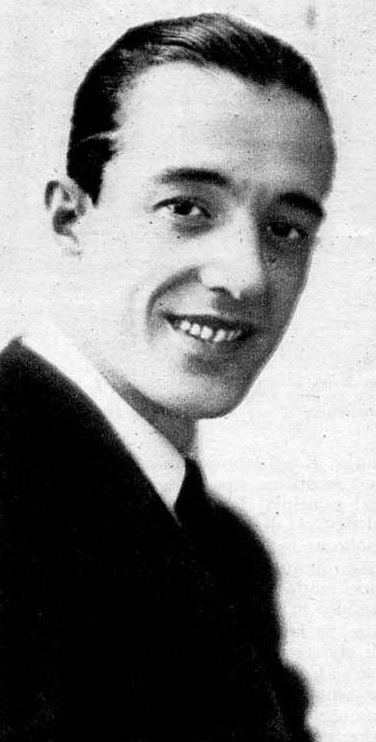
Lors d'une séance photo en 1935.

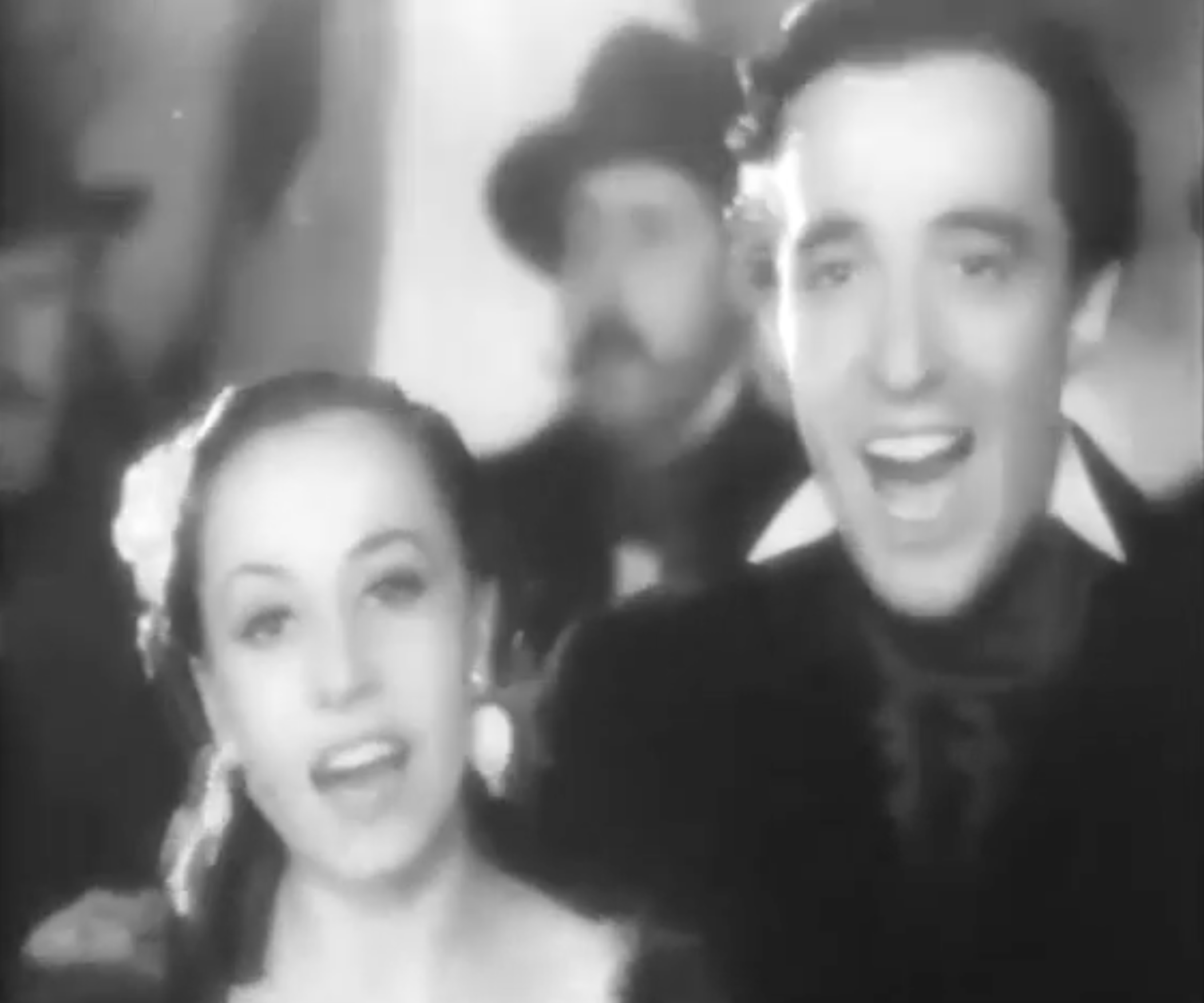
Milly et De Sica dans Amo te sola (1935).

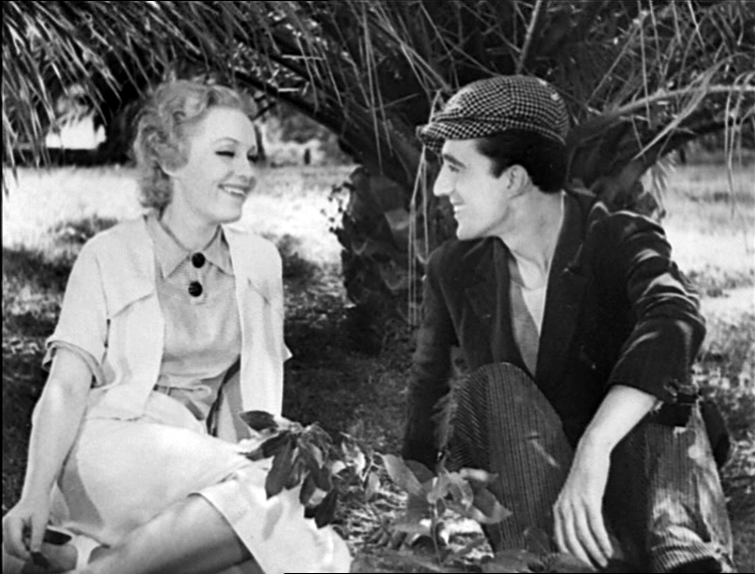
Assia Noris et De Sica dans Je donnerai un million (1936).

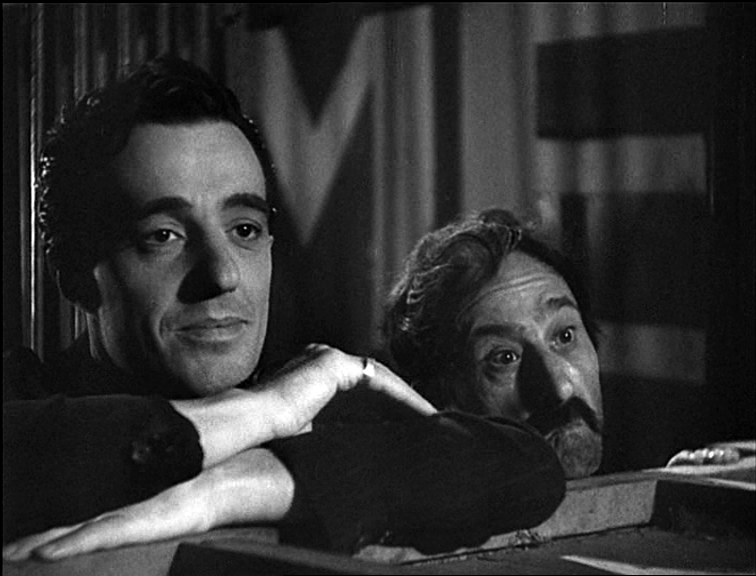
De Sica et Luigi Almirante dans Je donnerai un million (1936).

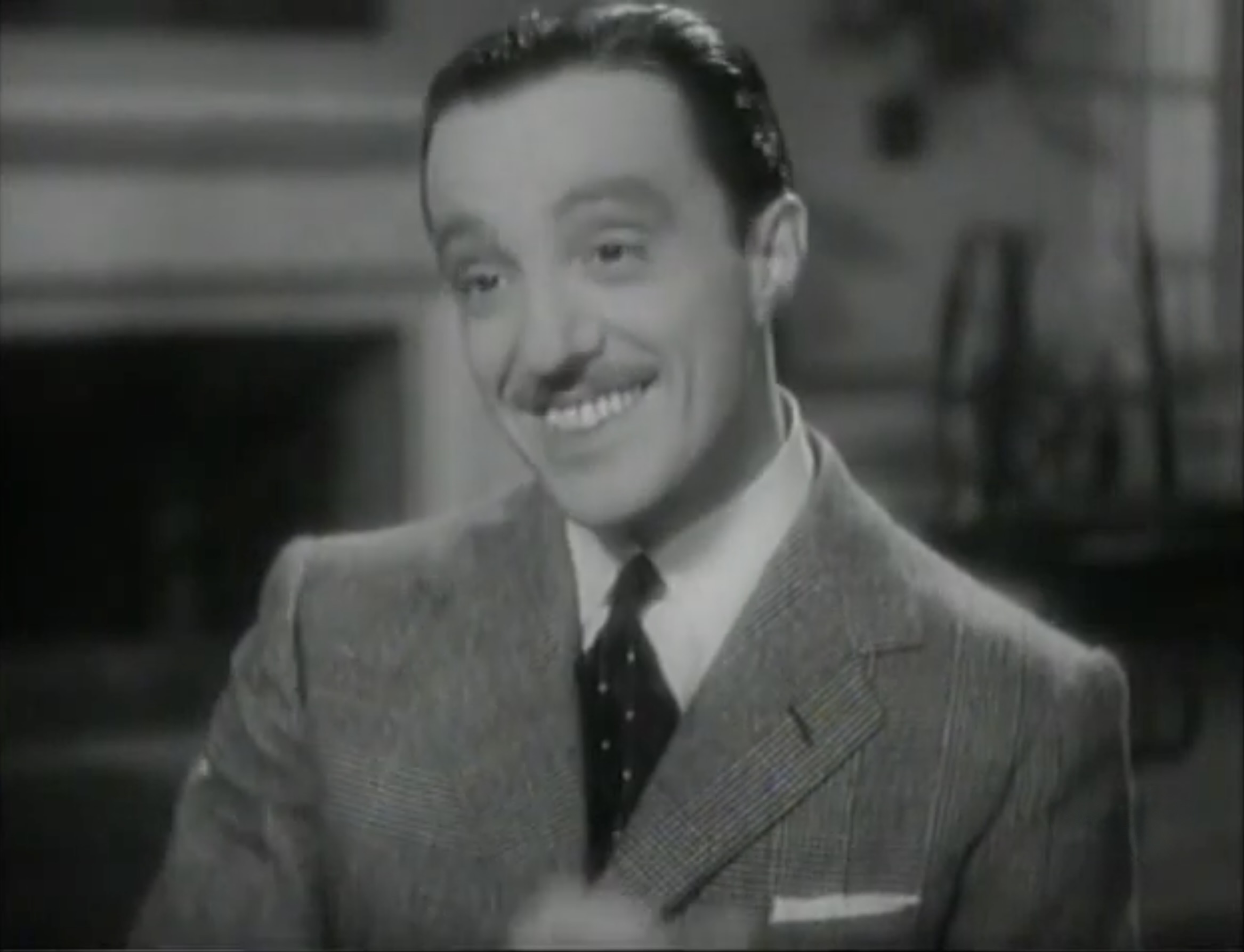
Dans L'uomo che sorride (1936).

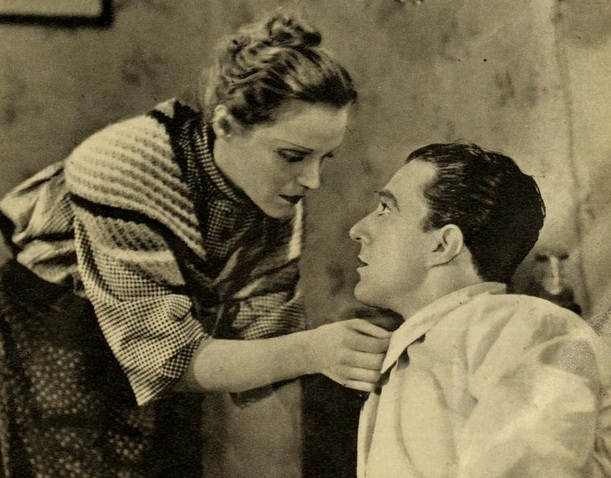
Elisa Cegani et De Sica dans Ce n'est pas une chose sérieuse (1936).

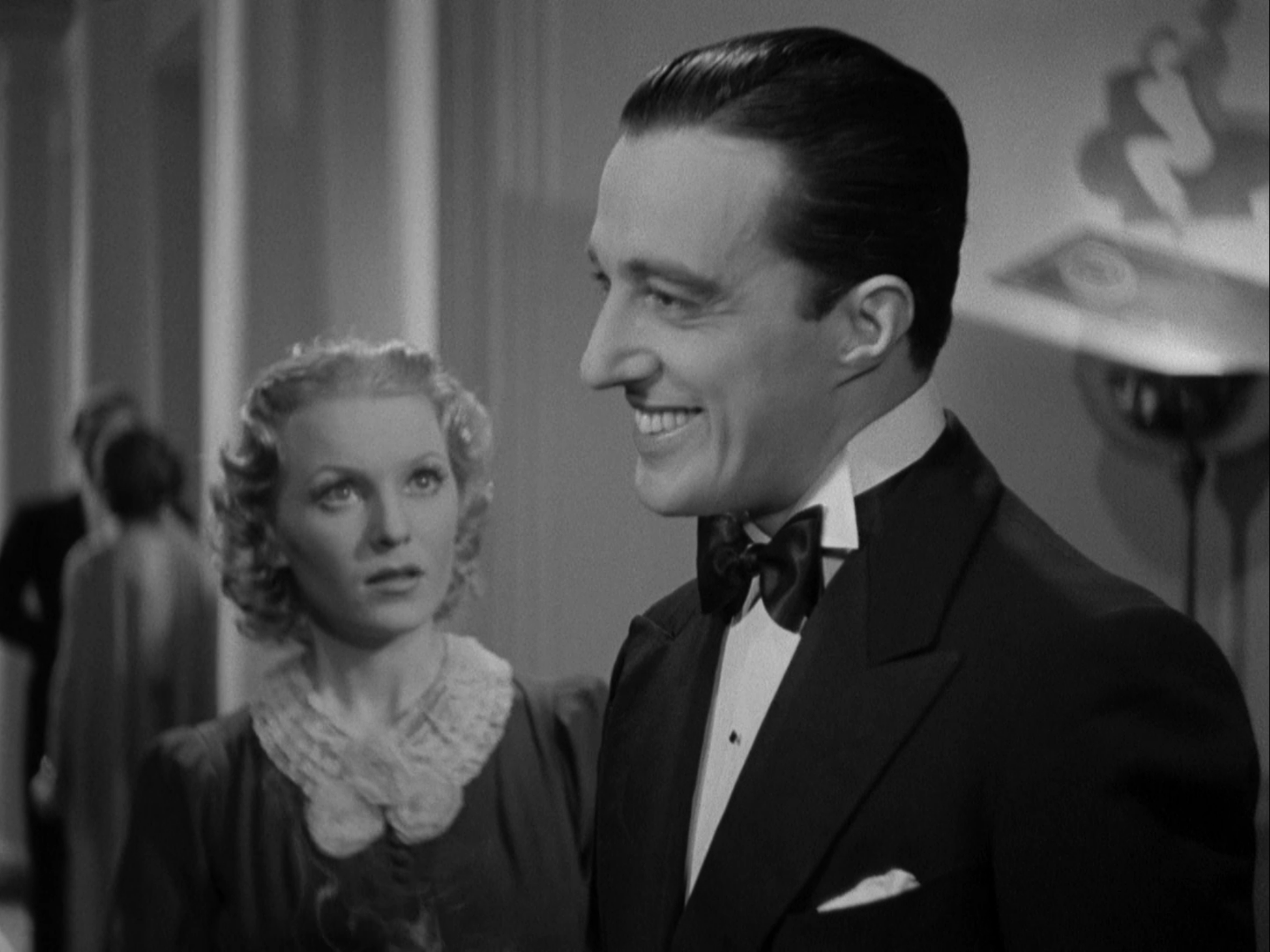
Assia Noris et De Sica dans Monsieur Max (1937).

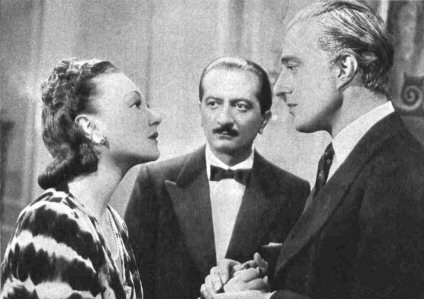
Elsa Merlini, Enrico Viarisio et De Sica dans Ai vostri ordini, signora (1939).

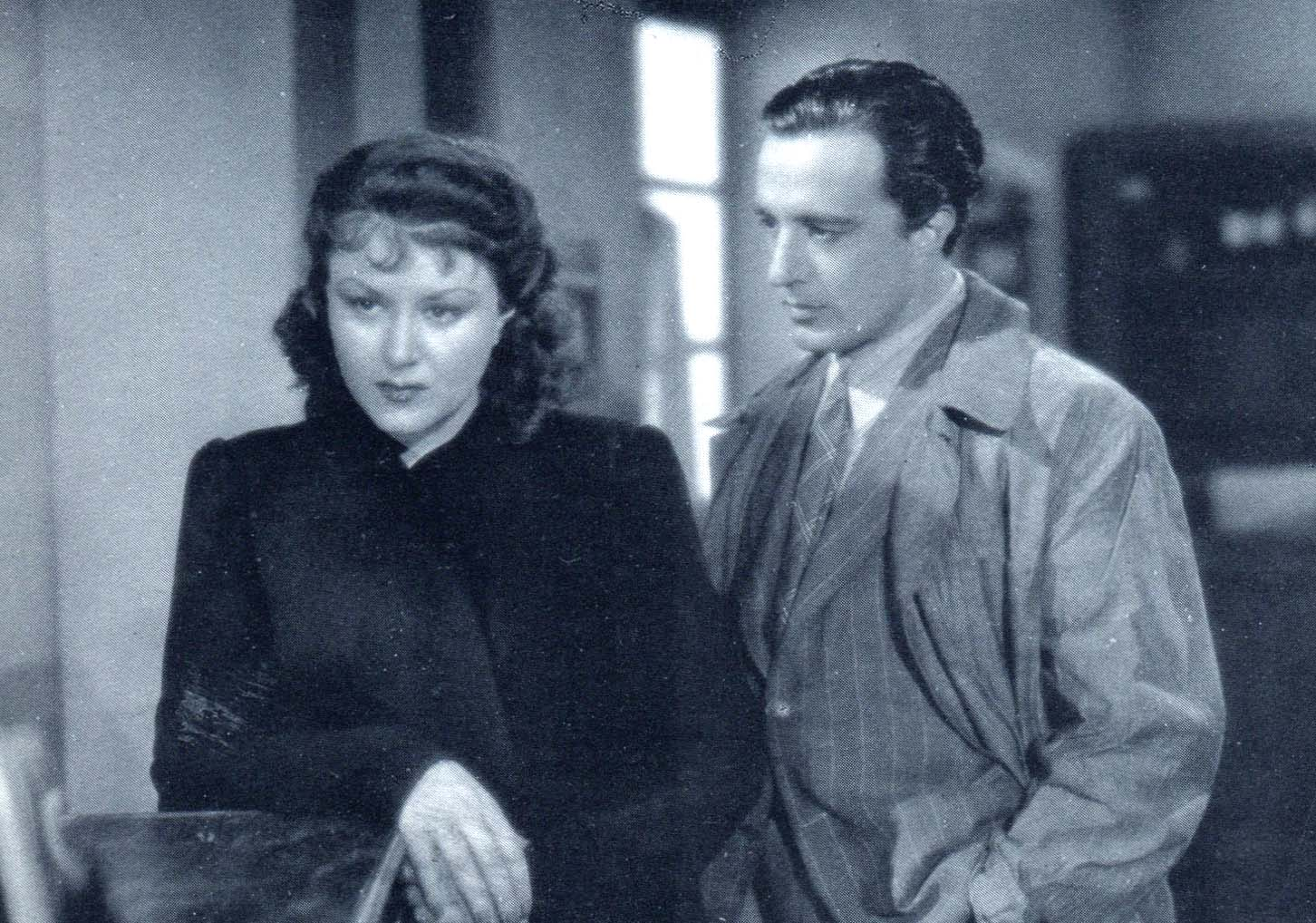
Paola Barbara et De Sica dans Le Salaire du péché (1940).

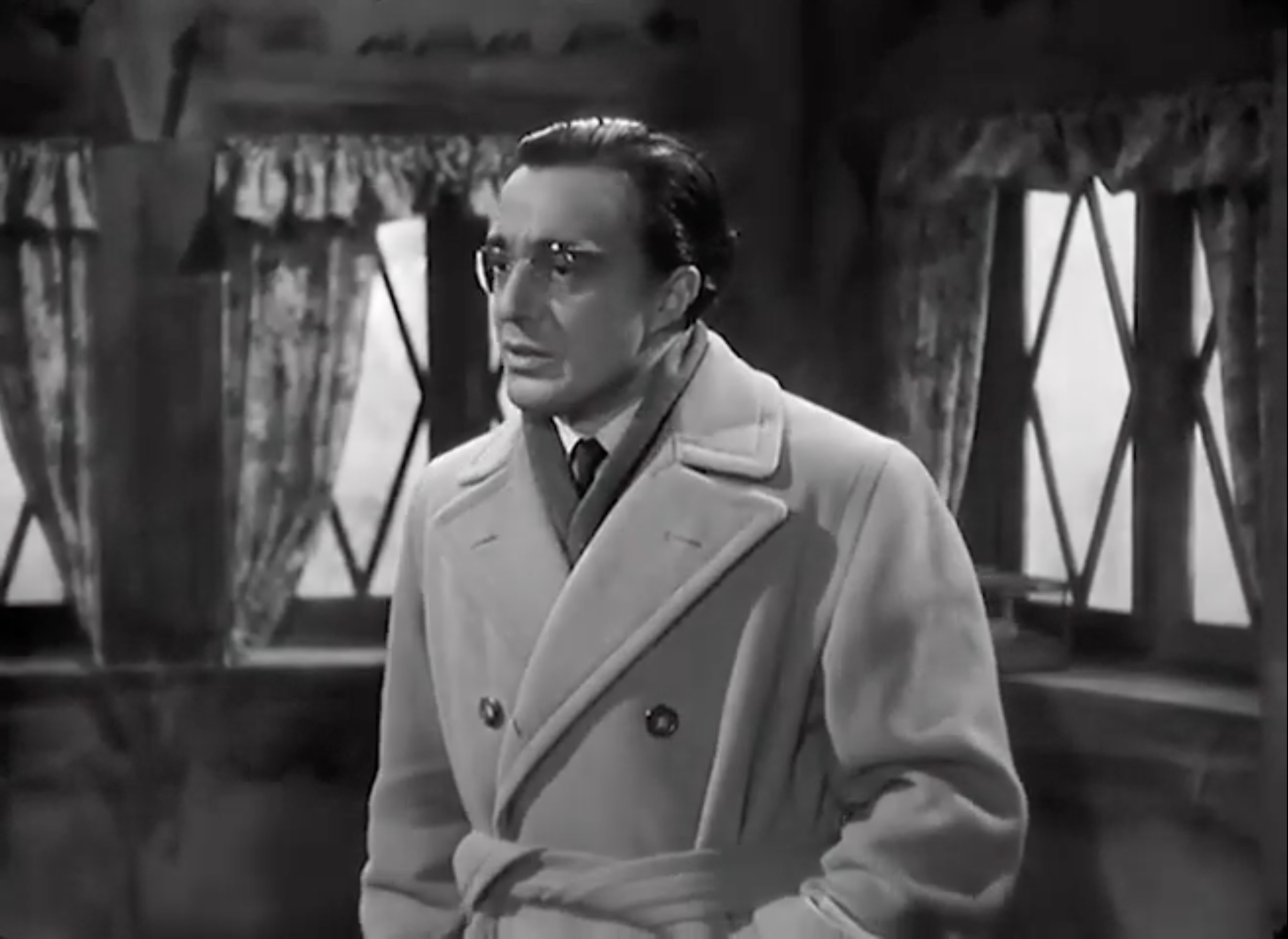
Dans ' (1942).

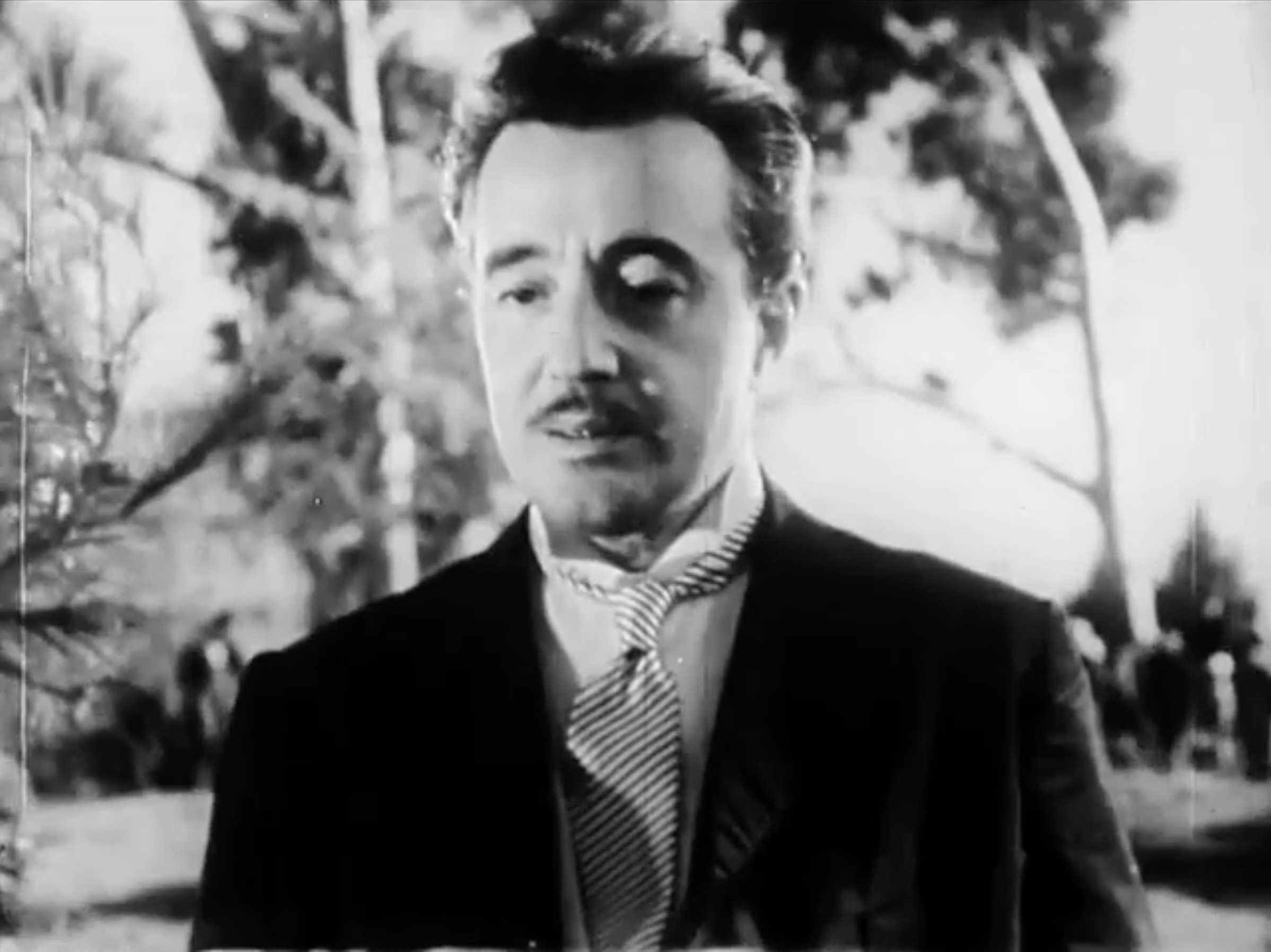
Dans Les Belles Années (1948).

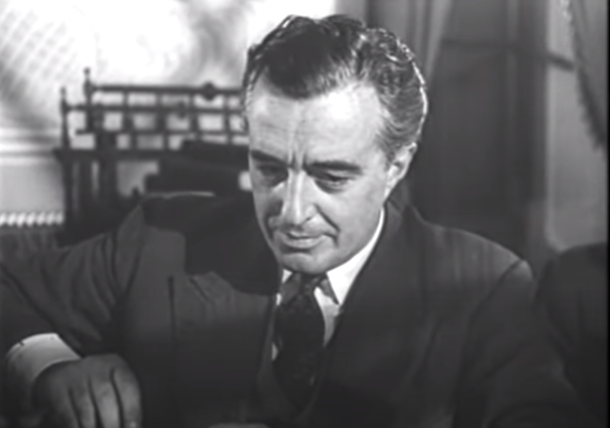
Dans Demain il sera trop tard (1950).

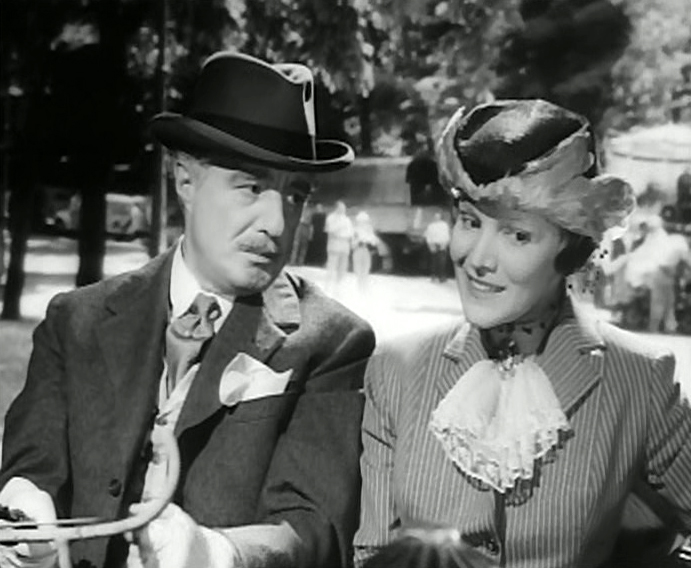
De Sica et Elisa Cegani dans Quelques pas dans la vie (1954).

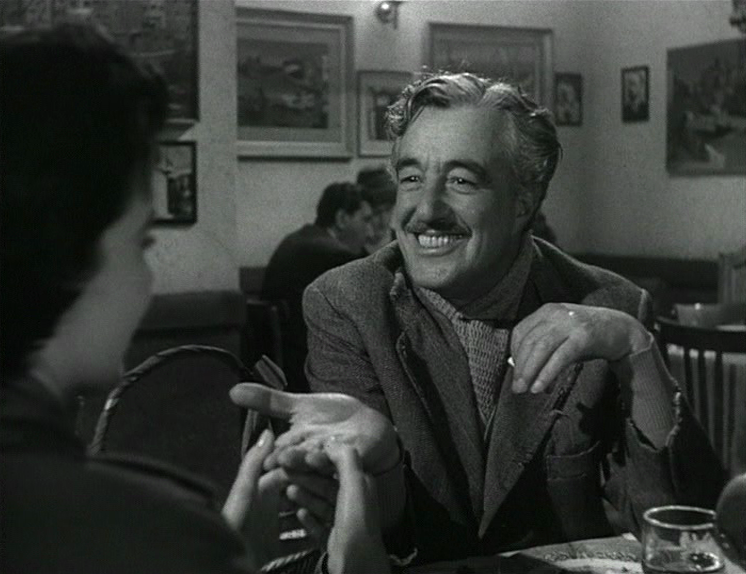
Dans Le Signe de Vénus (1955).

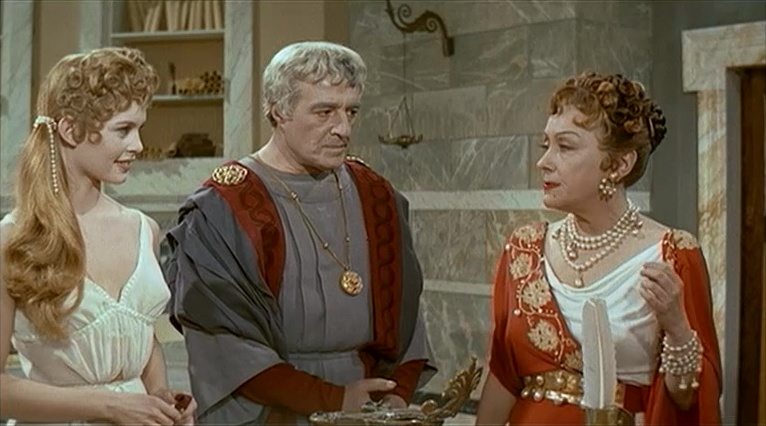
Brigitte Bardot, De Sica et Gloria Swanson dans Les Week-ends de Néron (1956).

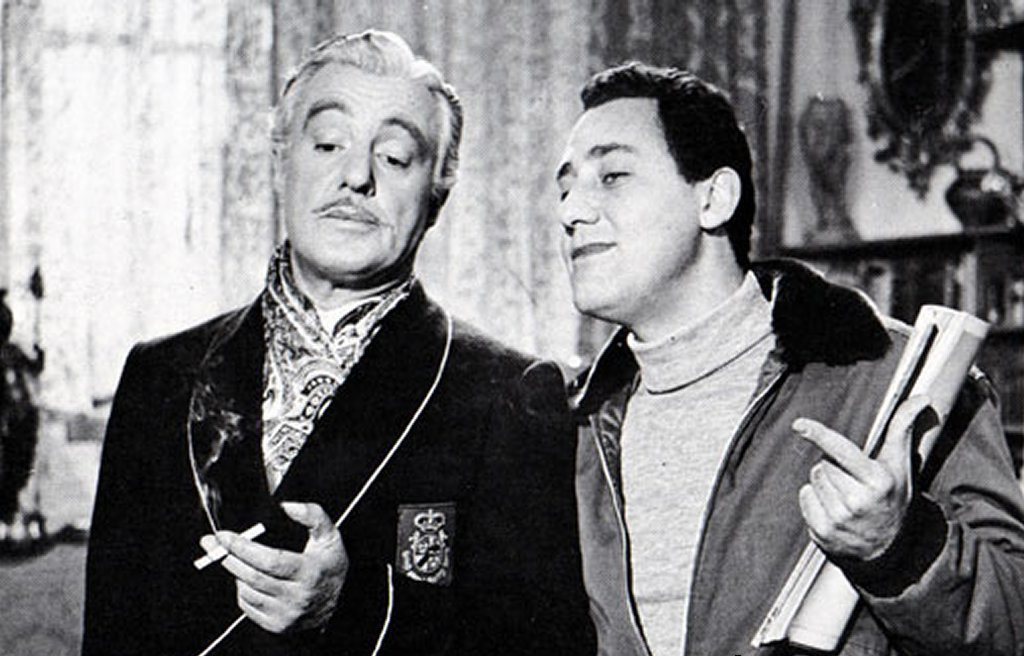
De Sica et Alberto Sordi dans Madame, le Comte, la Bonne et moi (1957).

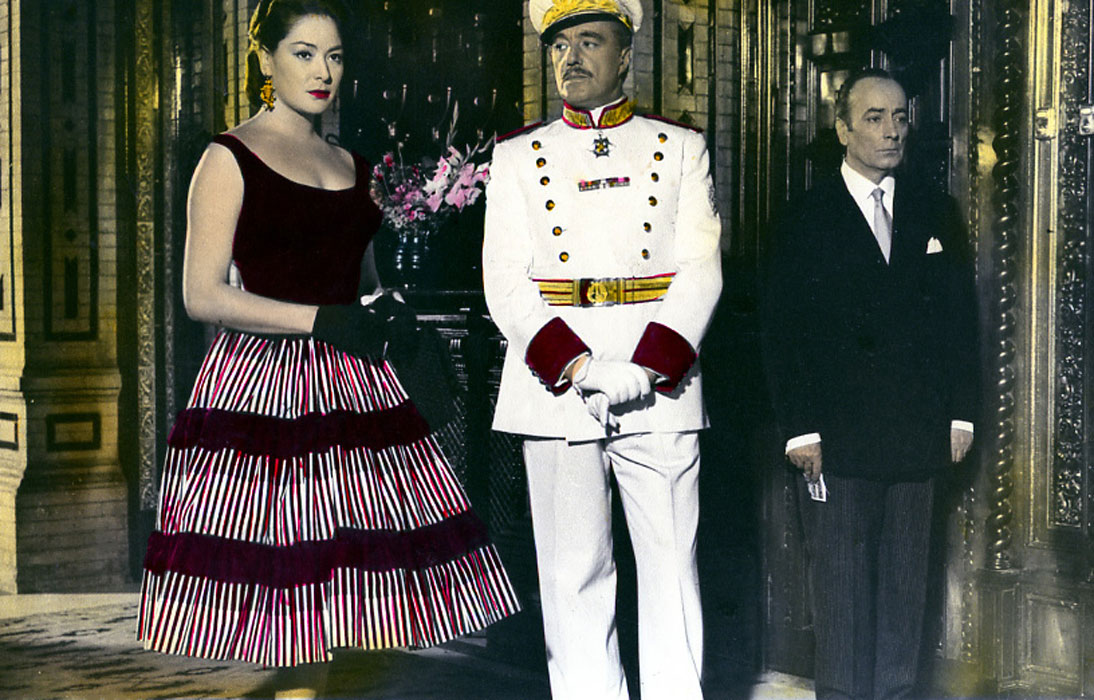
Columba Domínguez et De Sica dans Pain, Amour et Andalousie (1958).

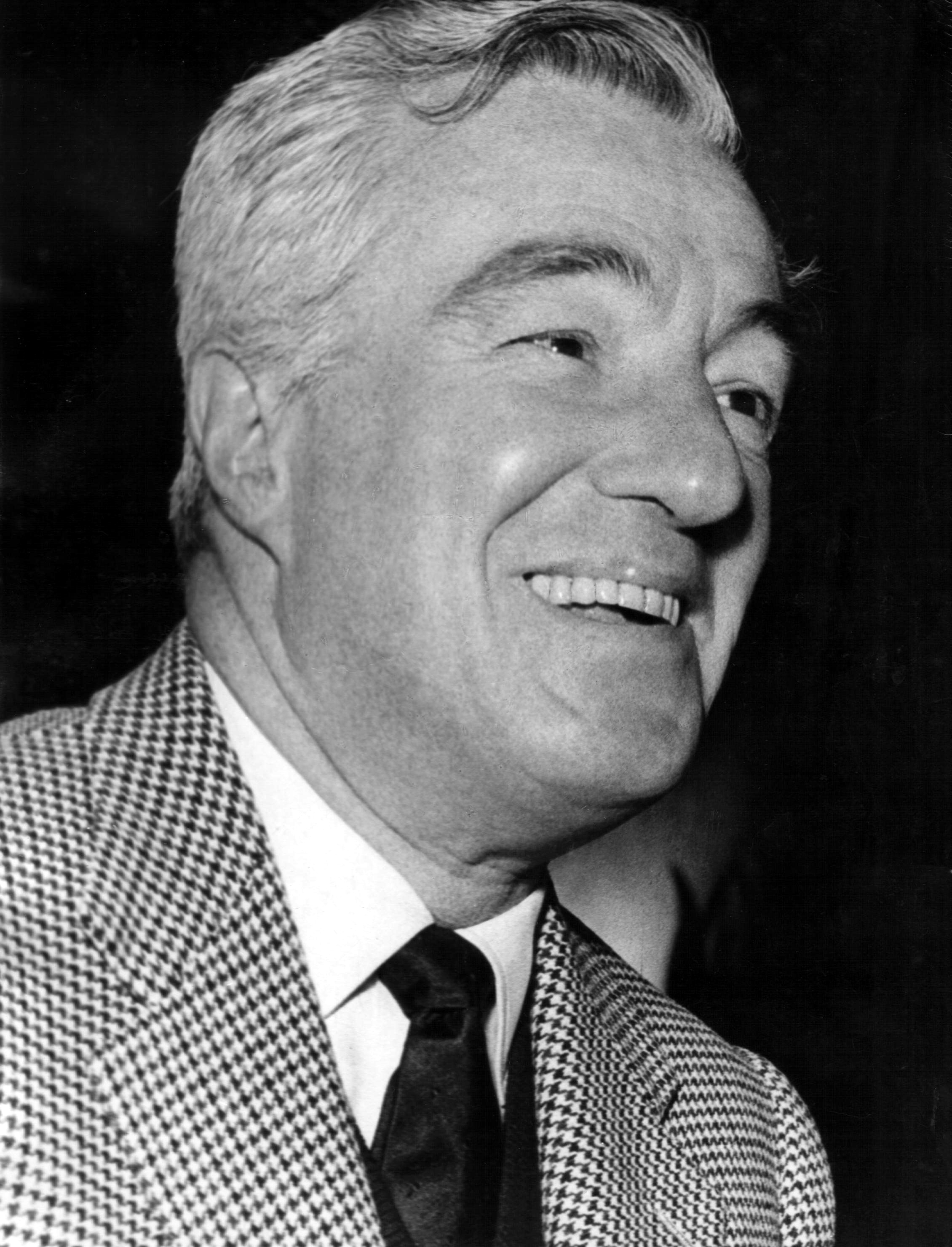
De Sica en 1959.

La filmographie de Vittorio De Sica (1901-1974) consiste en environ 135 films en tant qu'acteur et 32 films en tant que réalisateur,.

## Réalisateur

### Longs métrages
- 1940 : Roses écarlates (Rose scarlatte), coréalisé avec Giuseppe Amato
- 1940 : Madeleine, zéro de conduite (Maddalena, zero in condotta)
- 1941 : Mademoiselle Vendredi (Teresa Venerdì)
- 1942 : Un garibaldien au couvent (Un garibaldino al convento)
- 1943 : Les enfants nous regardent (I bambini ci guardano)
- 1945 : La Porte du ciel (La porta del cielo)
- 1946 : Sciuscià
- 1948 : Les Belles Années (Cuore), coréalisé avec Duilio Coletti
- 1948 : Le Voleur de bicyclette (Ladri di biciclette)
- 1951 : Miracle à Milan (Miracolo a Milano)
- 1952 : Umberto D.
- 1953 : Station Terminus (Stazione Termini)
- 1954 : L'Or de Naples (L'oro di Napoli)
- 1956 : Le Toit (Il tetto)
- 1958 : Anna de Brooklyn (Anna di Brooklyn), coréalisé avec Carlo Lastricati (it)
- 1960 : La ciociara
- 1961 : Le Jugement dernier (Il giudizio universale)
- 1962 : Les Séquestrés d'Altona (I sequestrati di Altona)
- 1963 : Hier, aujourd'hui et demain (Ieri, oggi, domani)
- 1963 : Il boom
- 1964 : Mariage à l'italienne (Matrimonio all'italiana)
- 1966 : Un monde nouveau (Un mondo nuovo)
- 1966 : Le renard s'évade à trois heures (Caccia alla volpe)
- 1967 : Sept fois femme (Sette volte donna)
- 1968 : Le Temps des amants (Amanti)
- 1970 : Le Jardin des Finzi-Contini (Il giardino dei Finzi Contini)
- 1970 : Les Fleurs du soleil (I girasoli)
- 1971 : I cavalieri di Malta, documentaire télévisé
- 1971 : Dal referendum alla costituzione, ovvero il 2 giugno - Nascita della Repubblica, documentaire télévisé
- 1972 : Lo chiameremo Andrea
- 1973 : Una breve vacanza
- 1974 : Le Voyage (Il viaggio)

### Courts métrages
- 1962 : Boccace 70 (Boccaccio '70) - segment La Loterie (La riffa)
- 1967 : Les Sorcières (Le streghe) - segment Une soirée comme les autres (Una sera come le altre)
- 1970 : Drôles de couples (Le coppie) - segment Le Lion (Il leone)

## Acteur

### Films muets
- 1917 : L'Affaire Clemenceau (Il processo Clemenceau) d'Alfredo De Antoni (it), d'après la nouvelle d'Alexandre Dumas fils
- 1926 : La bellezza del mondo (it) de Mario Almirante
- 1928 : Rien que des fous (La compagnia dei matti) de Mario Almirante

### Années 1930
- 1932 : La vecchia signora d'Amleto Palermi : le beau parleur
- 1932 : Due cuori felici (it) de Baldassarre Negroni : M. Brown
- 1932 : Les Hommes, quels mufles ! (Gli uomini, che mascalzoni...) de Mario Camerini : Bruno
- 1933 : Un cattivo soggetto de Carlo Ludovico Bragaglia : Willy
- 1933 : La Chanson du soleil (it) (Das Lied der Sonne) de Max Neufeld : Paladino, l'avocat
- 1933 : La segretaria per tutti d'Amleto Palermi
- 1934 : Lisetta (it) de Carl Boese : Fritz Peters
- 1934 : Paprika (it) de Carl Boese (version italienne de Paprika de Jean de Limur)
- 1934 : Il signore desidera? (it) de Gennaro Righelli : Martino
- 1934 : Temps maximum (Tempo massimo) de Mario Mattoli : Giacomo
- 1935 : Amo te sola de Mario Mattoli : le professeur Giovanni Agano
- 1936 : Je donnerai un million (Darò un milione) de Mario Camerini : Gold
- 1936 : Lohengrin de Nunzio Malasomma : d'Alfredo
- 1936 : Ce n'est pas une chose sérieuse (Ma non è una cosa seria) de Mario Camerini : Memmo Speranza
- 1936 : Non ti conosco più (it) de Nunzio Malasomma : Alberto Spinelli
- 1936 : L'uomo che sorride de Mario Mattoli : Pio Fardella
- 1937 : Questi ragazzi de Mario Mattoli : Vincenzo
- 1937 : Monsieur Max (Il signor Max) de Mario Camerini : Gianni / Max Varaldo
- 1938 : On a kidnappé un homme (it) (Hanno rapito un uomo) de Gennaro Righelli : l'acteur de cinéma
- 1938 : L'orologio a cucù de Camillo Mastrocinque : le capitaine Ducci
- 1938 : Le due madri (it) d'Amleto Palermi : Salvatore
- 1938 : La mazurka di papà (it) d'Oreste Biancoli : Stefano San Mauro / le fils San Mauro
- 1938 : Napoli d'altri tempi (it) d'Amleto Palermi : Mario Esposito
- 1938 : Il trionfo dell'amore de Mario Mattoli : Vincenzo
- 1938 : Partire (it) d'Amleto Palermi : Paolo Veronda
- 1939 : Finisce sempre così (it) d'Enrique Susini (es) : Alberto Miller
- 1939 : Les Grands Magasins (Grandi magazzini) de Mario Camerini : Bruno Zacchi
- 1939 : Dans la vie bleue (Castelli in aria) d'Augusto Genina : Riccardo Pietramola
- 1939 : Ai vostri ordini, signora de Mario Mattoli : Pietro Haguet
- 1939 : Napoli che non muore (it) d'Amleto Palermi :

### Années 1940
- 1940 : Madeleine, zéro de conduite (Maddalena, zero in condotta) de Vittorio De Sica : Alfredo Hartman
- 1940 : Le Salaire du péché (La peccatrice) d'Amleto Palermi : Pietro Bandelli
- 1940 : Roses écarlates (Rose scarlatte) coréalisation de Giuseppe Amato et Vittorio De Sica : Alberto Verani
- 1940 : Pazza di gioia de Carlo Ludovico Bragaglia : le comte Corrado Valli
- 1940 : Manon Lescaut de Carmine Gallone : René des Grieux
- 1941 : Mademoiselle Vendredi (Teresa Venerdì) de Vittorio De Sica : le docteur Pietro Vignali
- 1941 : L'avventuriera del piano di sopra de Raffaello Matarazzo : Fabrizio Marchini
- 1942 : Ma femme et son détective (La guardia del corpo) de Carlo Ludovico Bragaglia : Riccardo, l'enquêteur privé
- 1942 : Un garibaldien au couvent (Un garibaldino al convento) de Vittorio De Sica : Nino Bixio
- 1942 : Se io fossi onesto (it) de Carlo Ludovico Bragaglia : Pietro Kovach
- 1943 : L'ippocampo (it) de Gian Paolo Rosmino : Pio Sandi
- 1943 : Nos rêves (I nostri sogni) de Vittorio Cottafavi : Leo
- 1943 : Non sono superstizioso... ma! (it) de Carlo Ludovico Bragaglia : le baron Roberto
- 1945 : Lo sbaglio di essere vivo (it) de Carlo Ludovico Bragaglia : Adriano Lari
- 1945 : Vivere ancora (it) de Francesco De Robertis
- 1945 : Sept femmes, sept destins (Nessuno torna indietro) d'Alessandro Blasetti : Maurizio
- 1946 : Au diable la richesse (Abbasso la ricchezza!) de Gennaro Righelli : le comte Ghirani
- 1946 : Rome ville libre (Roma città libera) de Marcello Pagliero : un gentleman distingué
- 1946 : Le monde est comme ça (Il mondo vuole così) de Giorgio Bianchi : Paolo Morelli
- 1946 : La bête se réveille (Lo sconosciuto di San Marino) de Michał Waszyński : Leo l'athée
- 1947 : Perdu dans les ténèbres (Sperduti nel buio) de Camillo Mastrocinque
- 1948 : Les Belles Années (Cuore) de Duilio Coletti et Vittorio De Sica : professeur Perboni
- 1948 : Noël au camp 119 (Natale al campo 119) de Pietro Francisci

### Années 1950
- 1950 : Demain il sera trop tard (Domani è troppo tardi) de Léonide Moguy : professeur Landi
- 1951 : Cameriera bella presenza offresi... de Giorgio Pàstina : Leonardo Leonardi
- 1952 : Bonjour éléphant ! (Buongiorno, elefante!) de Gianni Franciolini : Carlo Caretti
- 1952 : Heureuse Époque (Altri tempi) d'Alessandro Blasetti, épisode Le Procès de Frine (Il processo di Frine) : un avocat
- 1953 : Pain, Amour et Fantaisie (Pane, amore e fantasia) de Luigi Comencini : Antonio Carotenuto, maréchal des carabiniers
- 1953 : Madame de... (Gioielli di Madame de…) de Max Ophüls : baron Fabrizio Donati
- 1953 : Les Amants de Villa Borghese (Villa Borghese) de Gianni Franciolini, épisode Incidente a Villa Borghese : l'avocat Arturo Cavazzuti
- 1954 : Dommage que tu sois une canaille (Peccato che sia una canaglia) d'Alessandro Blasetti : Monsieur Stroppiani
- 1954 : L'Or de Naples (L'oro di Napoli) de Vittorio De Sica : comte Prospero B.
- 1954 : Pain, Amour et Jalousie (Pane, amore e gelosia) de Luigi Comencini : Antonio Carotenuto, maréchal des carabiniers
- 1954 : Les Gaîtés de l'escadron (Allegro squadrone) de Paolo Moffa : le général
- 1954 : Secrets d'alcôve (Il letto), épisode Le Divorce (Il divorzio) de Gianni Franciolini : Roberto
- 1954 : Quelques pas dans la vie (Tempi nostri) d'Alessandro Blasetti et Paul Paviot, épisode Don Corradino : comte Ferdinando
- 1954 : Un siècle d'amour (Cento anni d'amore) de Lionello De Felice, épisode Pendolin : duc Giovanni Del Bagno
- 1954 : Gran varietà de Domenico Paolella, épisode Il fine dicitore : Luciano
- 1954 : Il matrimonio d'Antonio Petrucci : Grisna Smirnov, le capitaine
- 1954 : Vierge moderne (Vergine moderna) de Marcello Pagliero : Antonio Valli
- 1955 : Pain, amour, ainsi soit-il (Pane, amore e...) de Dino Risi : Marasciallo Carotenuto
- 1955 : Cette folle jeunesse ou Histoires romaines (Racconti romani) de Gianni Franciolini : avocat Mazzoni Baralla
- 1955 : Par-dessus les moulins (La bella mugnaia) de Mario Camerini : Don Teofilo
- 1955 : Le Signe de Vénus (Il segno di Venere) de Dino Risi : Alessio Spano
- 1955 : Les Cinq dernières minutes (Gli Ultimi cinque minuti) de Giuseppe Amato : Carlo Reani
- 1956 : Le Bigame (Il bigamo) de Luciano Emmer : honorable Principe
- 1956 : Nos plus belles années (I giorni più belli) de Mario Mattoli : banquier
- 1956 : Les Week-ends de Néron (Mio figlio Nerone) de Steno : Sénèque
- 1956 : Amours de vacances (Tempo di villeggiatura) d'Antonio Racioppi : Aristide Rossi
- 1957 : Une histoire de Monte Carlo (The Monte Carlo Story) de Samuel Taylor : comte Dino della Fiaba
- 1957 : Dites 33 (Totò, Vittorio e la dottoressa) de Camillo Mastrocinque : marquis de Vitti
- 1957 : Vacances à Ischia (Vacanze a Ischia) de Mario Camerini : l'ingénieur Occhipinti
- 1957 : L'Adieu aux armes (A Farewell to Arms) de Charles Vidor : major Alessandro Rinaldi
- 1957 : Ces sacrés étudiants (Noi siamo le colonne) de Luigi Filippo D'Amico : Alfredo Celimontani
- 1957 : Madame, le Comte, la Bonne et moi (Il conte Max) de Giorgio Bianchi
- 1957 : Casino de Paris d'André Hunebelle : Alexandre Gordy
- 1957 : L'Aventurière de Gibraltar (La donna che venne dal mare) de Francesco de Robertis
- 1957 : Responsabilité limitée (I colpevoli) de Turi Vasile : Giorgio
- 1957 : Pères et Fils (Padri e figli) de Mario Monicelli : Vincenzo Corallo
- 1957 : Le Médecin et le Sorcier (Il medico e lo stregone) de Mario Monicelli : Antonio Locoratolo
- 1957 : Souvenir d'Italie d'Antonio Pietrangeli : le comte
- 1958 : Domenica è sempre domenica de Camillo Mastrocinque : signor Gastaldi
- 1958 : Le Faux Célibataire (it) (Gli zitelloni) de Giorgio Bianchi : le professeur
- 1958 : Sérénade au canon (Pezzo, capopezzo e capitano) de Wolfgang Staudte : commandant Ernesto de Rossi
- 1958 : Anna de Brooklyn (Anna di Brooklyn) de Vittorio De Sica et Carlo Lastricati (it) : Don Luigi
- 1958 : Amour et Commérages (Amore e chiacchiere) d'Alessandro Blasetti : l'avocat Bonelli
- 1958 : La Danseuse et le Bon Dieu (Ballerina e Buon Dio) d'Antonio Leonviola : Dieu
- 1958 : La ragazza di piazza San Pietro (it) de Piero Costa : Armando Conforti
- 1958 : Portrait of Gina (en), documentaire d'Orson Welles : lui-même
- 1959 : Ferdinand Ier, roi de Naples de Gianni Franciolini : Seccano
- 1959 : Le Général Della Rovere (Il generale Della Rovere) de Roberto Rossellini : Victorio Emanuele Bardone / Grimaldi
- 1959 : Les Quatre Justiciers (The Four Just Men) série télévisée américaine en coréalisation : Ricco Poccari
- 1959 : Polycarpe, maître calligraphe (Policarpo, ufficiale di scrittura) de Mario Soldati : un prestidigitateur
- 1959 : Pain, Amour et Andalousie (Pane, amore e Andalusia) de Javier Setó
- 1959 : Les Noces vénitiennes (La prima notte) d'Alberto Cavalcanti : Alfredo
- 1959 : Il mondo dei miracoli de Luigi Capuano : directeur Pietro Giordani
- 1959 : Le Moraliste (Il moralista) de Giorgio Bianchi : le président
- 1959 : Le Don Juan des bas-fonds (Nel blu dipinto di blu) de Piero Tellini : Spartaco
- 1959 : L'Ennemi de ma femme (Il nemico di mia moglie) de Gianni Puccini et Gabriele Palmieri : Ottavio Terenzi
- 1959 : Uomini e nobiluomini (it) de Giorgio Bianchi : le marquis Nicola
- 1959 : Brèves Amours (Vacanze d'inverno) de Camillo Mastrocinque et Giuliano Carnimeo : Maurice

### Années 1960
- 1960 : L'Inassouvie (Un amore a Roma) de Dino Risi : un directeur
- 1960 : Les Trois etc. du colonel de Claude Boissol : le colonel Belalcazar
- 1960 : L'Ange pourpre (The Angel Wore Red) de Nunnally Johnson : le général Clave
- 1960 : C'est arrivé à Naples (It Started in Naples) de Melville Shavelson : Mario Vitale
- 1960 : Austerlitz (The Battle of Austerlitz) d'Abel Gance : le pape Pie VII
- 1960 : Gastone de Mario Bonnard : le prince
- 1960 : Les Dessous de la millionnaire (The Millionairess) d'Anthony Asquith : Joe
- 1960 : Les Pilules d'Hercule (Le pillole di Ercole) de Luciano Salce : Piero Cuocolo
- 1960 : L'Agent (Il vigile) de Luigi Zampa : le maire
- 1961 : Les Mille et Une Nuits (Le meraviglie di Aladino) de Mario Bava et Henry Levin : le génie
- 1961 : Le Jugement dernier (Il giudizio universale) de Vittorio De Sica
- 1961 : Vive Henri IV... vive l'amour ! de Claude Autant-Lara : l'ambassadeur d'Espagne
- 1961 : Gli attendenti de Giorgio Bianchi : le colonel Filippo Bitossi
- 1961 : Les Deux Brigadiers (I due marescialli) de Sergio Corbucci : le maréchal Vittorio Cottone
- 1961 : Gli incensurati (it) de Francesco Giaculli (de)
- 1961 : L'onorata società (it) de Riccardo Pazzaglia
- 1962 : Eva de Joseph Losey
- 1962 : Lykke og krone, documentaire de Colbjörn Helander et Stein Sælen
- 1962 : La Fayette de Jean Dréville : Bancroft
- 1964 : Fontana di Trevi de Carlo Campogalliani
- 1965 : Les Aventures amoureuses de Moll Flanders (The Amorous Adventures of Moll Flanders) de Terence Young : le comte
- 1966 : Moi, moi, moi et les autres (Io, io, io... e gli altri) d'Alessandro Blasetti : le commendator Trepossi
- 1966 : Le renard s'évade à trois heures (Caccia alla volpe) de Vittorio De Sica
- 1967 : Gli altri, gli altri... e noi (it) de Maurizio Arena
- 1967 : Un Italien en Amérique (Un italiano in America) d'Alberto Sordi : le père de Giuseppe
- 1968 : Les Souliers de saint Pierre (The Shoes of the Fisherman) de Michael Anderson : le cardinal Rinaldi
- 1968 : Sophia: A Self-Portrait documentaire de Robert Abel et Mel Stuart
- 1968 : Caroline chérie de Denys de La Patellière : le comte de Bièvre
- 1968 : La Bande à César (The Biggest Bundle of Them All) de Ken Annakin : Cesare Celli
- 1969 : 12 + 1 (Una su 13) de Nicolas Gessner et Luciano Lucignani : di Seta
- 1969 : Mardi, c’est donc la Belgique (If It's Tuesday, This Must Be Belgium) de Mel Stuart : un cordonnier

### Années 1970
- 1971 : Seuls les oiseaux volent en liberté (Siamo tutti in libertà provvisoria) de Manlio Scarpelli
- 1971 : Trastevere de Fausto Tozzi : Enrico Formichi
- 1971 : Comment entrer dans la mafia (Cose di Cosa Nostra) de Steno : Don Michele
- 1971 : Io non vedo, tu non parli, lui non sente (it) de Mario Camerini
- 1972 : Les Proxénètes (Ettore lo fusto) d'Enzo G. Castellari : Cardinal Jove
- 1972 : Les Aventures de Pinocchio (Le avventure di Pinocchio) de Luigi Comencini : Giudice
- 1972 : L'Odeur des fauves (L'odore delle belve) de Richard Balducci : Milord
- 1972 : Snow Job (en) (Grande slalom per una rapina) de George Englund : Enrico Dolphi
- 1973 : L'Affaire Matteotti (Il delitto Matteotti) de Florestano Vancini : Mauro Del Giudice (A)
- 1973 : The Small Miracle (Piccoli miracoli) téléfilm de Jeannot Szwarc : père Damico
- 1974 : Nous nous sommes tant aimés (C'eravamo tanto amati) d'Ettore Scola
- 1974 : Storia de fratelli e de cortelli de Mario Amendola : maréchal Cenciarelli
- 1974 : Du sang pour Dracula (Dracula cerca sangue di vergine e... morì di sete!!!) de Paul Morrissey et Antonio Margheriti : marquis Di Fiore
- 1974 : L'eroe téléfilm de Manuel De Sica
- 1974 : Viaggia, ragazza, viaggia, hai la musica nelle vene de Pasquale Squitieri
- 1975 : Les Proxénètes (Ettore lo fusto) d'Enzo G. Castellari

## Scénariste
- 1940 : Madeleine, zéro de conduite (Maddalena, zero in condotta)
- 1941 : Mademoiselle Vendredi (Teresa Venerdì)
- 1941 : L'avventuriera del piano di sopra de Raffaello Matarazzo
- 1942 : Ma femme et son détective (La guardia del corpo), de Carlo Ludovico Bragaglia
- 1942 : Un garibaldien au couvent (Un garibaldino al convento)
- 1942 : Se io fossi onesto (it) de Carlo Ludovico Bragaglia
- 1943 : L'ippocampo (it) de Gian Paolo Rosmino
- 1943 : Nos rêves (I nostri sogni) de Vittorio Cottafavi
- 1943 : Non sono superstizioso... ma! (it) de Carlo Ludovico Bragaglia
- 1944 : Les enfants nous regardent (I bambini ci guardano)
- 1945 : La Porte du ciel (La porta del cielo)
- 1946 : Au diable la richesse (Abbasso la ricchezza!) de Gennaro Righelli
- 1946 : Il marito povero de Gaetano Amata (de)
- 1948 : Le Voleur de bicyclette (Ladri di biciclette)
- 1948 : Les Belles Années (Cuore), coréalisé avec Duilio Coletti
- 1948 : Noël au camp 119 (Natale al campo 119) de Pietro Francisci
- 1951 : Miracle à Milan (Miracolo a Milano)
- 1952 : Umberto D.
- 1954 : L'Or de Naples (L'oro di Napoli)
- 1968 : Le Temps des amants (Amanti)
- 1970 : Drôles de couples (Le coppie) - segment Le Lion (Il leone)

## Producteur
- 1948 : Les Belles Années (Cuore)
- 1948 : Le Voleur de bicyclette (Ladri di biciclette)
- 1951 : Miracle à Milan (Miracolo a Milano)
- 1952 : Umberto D.
- 1953 : Station Terminus (Stazione Termini)
- 1954 : L'Or de Naples (L'oro di Napoli)
- 1956 : Le Toit (Il tetto)

## Documentaires sur Vittorio De Sica
- 1958 : Ritratto d'attore: Vittorio De Sica de Fernaldo Di Giammatteo
- 1964 : Vittorio De Sica: autoritratto de Giulio Macchi
- 1964 : Vittorio De Sica: il regista, l'attore, l'uomo de Peter Dragadze
- 1974 : Vittorio De Sica, il padre del neorealismo de Michel Random
- 1983 : Viva De Sica! de Manuel De Sica
- 1991 : Parlami d'amore Mariù. La vita e l'opera di Vittorio De Sica, diffusion en sept épisodes réalisés par Giancarlo Governi
- 2009 : Vittorio D. de Annarosa Morri et Mario Canale
- 2016 : Sciuscià 70 (it) de Mimmo Verdesca